# Louis Skidmore
Louis Skidmore (8 de abril de 1897 - 27 de setembro de 1962) foi um arquiteto americano, co-fundador da firma de arquitetura Skidmore, Owings and Merrill e ganhador da Medalha de Ouro do AIA de 1957.

## História
Louis Skidmore nasceu em Lawrenceburg, Indiana. Ele serviu no Exército dos Estados Unidos durante a Primeira Guerra Mundial como um sargento. Em 14 de junho de 1930, ele se casou com Eloise Owings, a irmã de Nathaniel A. Owings, seu futuro parceiro de negócios. Louis e Eloise se casaram por mais de 32 anos até sua morte em 1962. Eles tiveram dois filhos, Louis, Jr. e Philip Murray. 

### Bradley Polytechnic Institute
Louis Skidmore estudou no Bradley Polytechnic Institute, agora conhecido como Bradley University em Peoria, Illinois, terminando em 1917. 

### Boston
Louis Skidmore treinou com Cram e Ferguson, uma grande empresa estabelecida em Boston que criou edifícios de estilo gótico. À noite, ele estudou no Boston Architectural Club criando problemas de design adicionais que foram criticados por professores de Harvard e MIT. Ganhar um prêmio no BAC abriu a porta para que Skidmore frequentasse o MIT. Ele posteriormente estudou no MIT até 1924. 

### Europa
Depois de oito anos de arquitetura prática, Skidmore ganhou a Rotch Travelling Fellowship que lhe permitiu viajar para a Europa, onde passou seu tempo principalmente em Roma e Paris.
Durante o seu tempo em Paris, ele conheceu Raymond Hood, que o convenceu a se envolver na Feira Mundial de Chicago, enquanto Hood era chefe do Conselho de Design. Além disso, enquanto na Europa, conheceu Eloise Owings. Eles voltaram para os Estados Unidos juntos, onde Eloise apresentou Skidmore a seu irmão Nathaniel "Nat" Owings. 

### Feira Mundial de Chicago
Skidmore começou a trabalhar com Raymond Hood no Board of Design, como  desenhista ou designer junior, e também contratou Nat Owings. Quando o general Rufus Dawes, chefe da Feira, disparou todos os outros arquitetos no quadro,  Skidmore, sendo o único que restava, tornou-se o revisor para todos os projetos que foram apresentados pelas várias empresas da Feira. Como resultado, Skidmore se tornou familiar com muitas empresas comerciais. Após a feira, foi criado o Museu da Ciência e da Indústria e, para isso, Louis foi contratado para estudar o museu em Munique.

### Skidmore, Owings & Merrill
Skidmore e Nathaniel A. Owings co-fundaram a empresa em 1936. John O. Merrill tornou-se o terceiro parceiro em 1939. Durante os anos de guerra, a empresa construiu uma série de grandes projetos habitacionais, principalmente a cidade inicialmente secreta de Oak Ridge no Tennessee . Em Nova Iorque, um grande projeto de guerra foi o Abraham Lincoln Houses, um complexo de 14 edifícios em Harlem (concluído em 1948). Outro grande projeto designado pelo governo foi a Academia da Força Aérea dos Estados Unidos. Sua empresa desenvolveu sua reputação de confiabilidade em grandes desenvolvimentos e tornou-se um dos maiores e mais falados construtores de arranha-céus na década de 1950. O edifício mais famoso da SOM foi o Lever House, construído em 1952.
"Skid era um cara muito fácil, muito brilhante e complicado o suficiente para conseguir trabalho, mas um cara muito agradável e, se ele tivesse algumas bebidas, ele era muito cordial. Ele nunca era malvado. Ele não poderia ter sido melhor eu e os quatro parceiros que cresceram com ele. Skid era o homem que tinha a visão de encontrar pessoas. Skid escolheu os quatro primeiros parceiros ". - Gordon Bunshaf